# Лангвіден
Лангвіден (нім. Langwieden) — громада в Німеччині, розташована в землі Рейнланд-Пфальц. Входить до складу району Кайзерслаутерн. Складова частина об'єднання громад Брухмюльбах-Мізау.
Площа — 7,03 км2. Населення становить 267 ос. (станом на 31 грудня 2020).